# سلك الخدمة المدنية

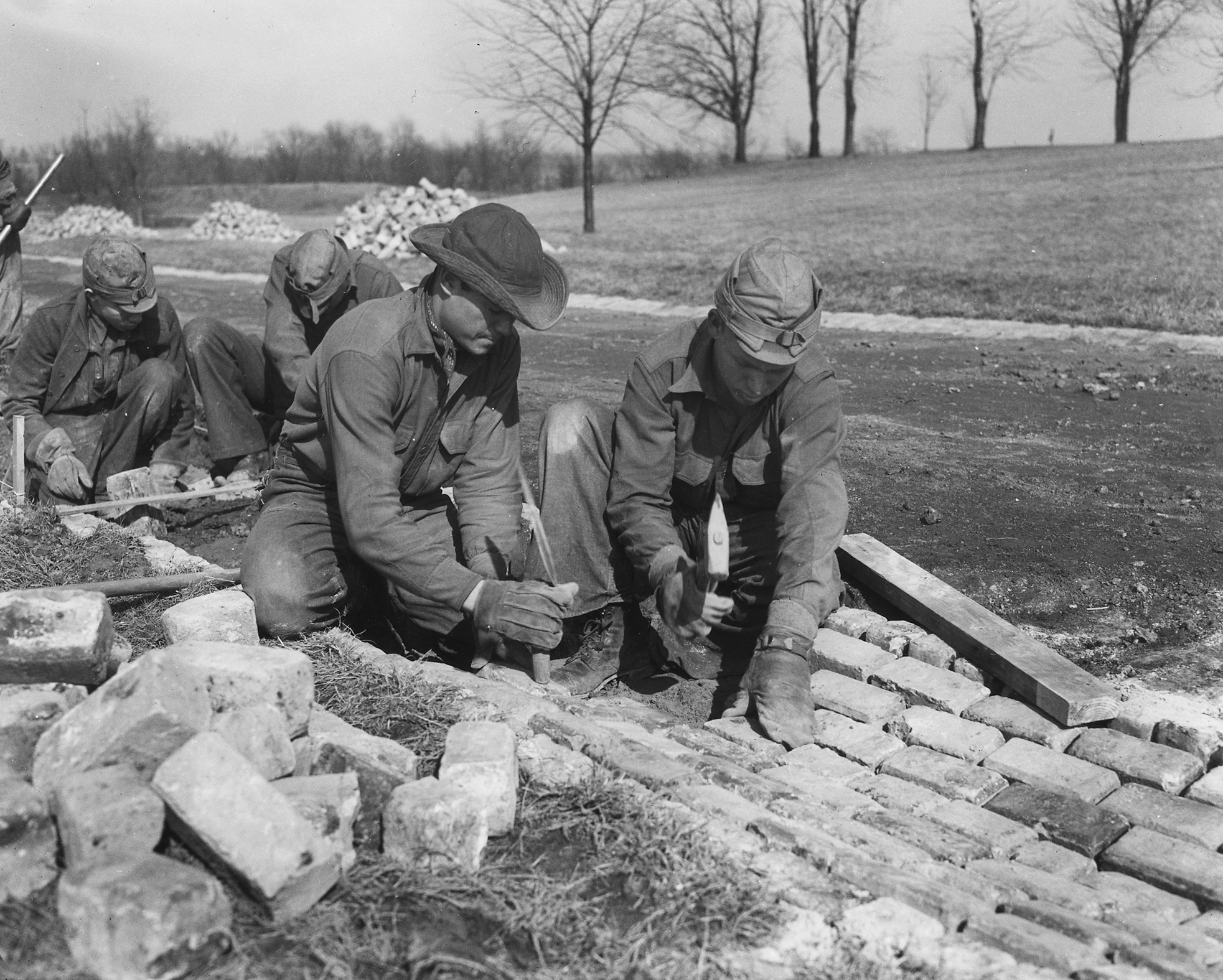
عمال فيلق الخدمة المدنية وهم يبنوا طريق، عام 1933.

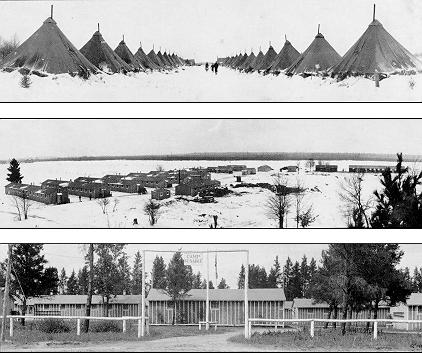
مخيمات سي سي سي في ميشيغان، سريعا مااستبدلت الخيام بالثكنات التي بناها العمال المتعاقدين مع الجيش.

سلك الخدمة المدنية (سي سي سي) كان برنامج تأهيلي عام للرجال العاطلين، حيث كان يقدم التدريب المهني من خلال أداء عمل مفيد فيما يتصل بحفظ وتنمية الموارد الطبيعية في الولايات المتحدة  1933 حتي 1942. وكجزء من قوانين الصفقة الجديدة المقترحة من الرئيس الأمريكي فرانكلين دي. روزفلت (ف د ر)، تم تصميم (سي سي سي) لكي يساعد في تأهيل العاطلين الناتج عن الكساد الكبير وفي نفس الوقت لإنجاز برنامج الحفاظ على المصادر الطبيعية العامة على أراضي الولاية، والدولة والمحافظة.
4) للسيطرة على الفيضانات: الري، وسدود الصرف الصحي، والخنادق، والعمل بالقناة، و riprapping؛ 5) تهذيب الغابة: زراعة الأشجار والشجيرات، وتحسين العارضات الخشبية، وجمع البذور، وعمل الحضانة؛ 6) حماية الغابات: الوقاية من الحرائق، واخماد الحرائق، ومكافحة الحريق والتحكم في الحشرات والأمراض؛ 7) المناظر الطبيعية والترفيه: مخيم عام وتنمية أراضي المنتزهات والبحيرات وتنظيف مواقع البرك والتنمية؛ 8) سلسلة الجبال: تعبيد الطرق، والقضاء على الحيوانات المفترسة؛ 9) الحياة البرية: تحسين البخار، واستزراع الأسماك، والأغذية والغطاء النباتي؛ 10) متفرقات: طوارئ العمل، والدراسات الاستقصائية، ومكافحة البعوض. وكان يعتبر الشخص النموذجي العامل في سي سي سي مواطن أمريكي، غير متزوج، ورجل عاطل، عمره ما بين 18- 25 سنة. كان يلتحق كل ملتحق متطوع، وبعد مروره من الاختبار البدني لمدة ستة شهور مع إمكانية مد خدمته لمدة عامين. عاش في مخيم للعمل، ويقبض 30 دولارا في الشهر (مع تخصيص إلزامي لـ 22-25 دولار ترسل إلى عائلاتهم)، وكذلك الغذاء والملبس والرعاية الطبية. وفي خلال فترة الستة أشهر يزيد طول العامل بحوالي 277. بوصة طولاً و 7.23 باوند.
أصبح برنامج سي سي سي واحد من أكثر برامج الصفقات الجديدة شهرة بين العامة، موفراً الإغاثة الاقتصادية، والتأهيل والتدريب لحوالي 3 ملايين رجل. كما يوفر سي سي سي برنامج عمل شامل والذي يجمع بين المحافظة والتجديد والوعي والتقدير للأمة على الموارد الطبيعية. لم يتم اعتبار برنامج سي سي سي برنامج دائم على الإطلاق واعتمد وجوده على القوانين الطارئة والمؤقتة. يوم 30 يونيو 1942 صوت الكونغرس لإنهاء برنامج سي سي سي رسميا، ووقف العملية النشطة للبرنامج.

## الإبداع
على غرار برامج حفظ العمالة السابقة في الولايات المتحدة وأوروبا، بدأ FDR إنشاء البرنامج مع خطابه الافتتاحي الأول. تم تقديم قوانين إنشاء البرنامج من قبل FDR إلى كونغرس الولايات المتحدة 73rd في 21 مارس 1933: 
| سلك الخدمة المدنية | ...I propose to create a civilian conservation corps to be used in simple work, not interfering with normal employment, and confining itself to forestry, the prevention of soil erosion, flood control, and similar projects. I call your attention to the fact that this type of work is of definite practical value, not only through the prevention of great present financial loss but also a means of creation future national wealth... | سلك الخدمة المدنية |

 «قانون تخفيف البطالة من خلال أداء الأعمال العامة المفيدة والأغراض الأخرى،» أو عمل خدمات الطواريء، كما كان معروف، تم التوقيع على القانون بواسطته في 31 مارس 1933.
أصدر روزفلت أمر رقم 6101 بتنفيذ المشروع في 5 أبريل 1933 الذي انشأ المنظمة وعين مديراً عليها هو روبرت فيشنر (مارس. 1933- ديسمبر 1939). كان تنظيم وإدارة السي سي سي تجربة جديدة في عمليات وكالة الحكومة الفيدرالية؛ وضح الأمر أيضاً أن البرنامج كان يجب أن يتم مراقبته بشكل مشترك من قبل اربع ادارات وزارية: الحرب، والعمل والزراعة والداخلية، عن طريق المجلس الاستشاري لـ سي سي سي المكون من ممثل عن كل من الإدارات المشرفة. وبالإضافة إلى ذلك شارك كلاً من مكتب التعليم، وقسم الداخلية وإدارة المحاربين القدامى في الولايات المتحدة في البرنامج. كان المشرف على المجلس الاستشاري هو فيشنر الذي كان له السلطة الكاملة على شوؤن السي سي سي.

## السنوات الأولى
حدثت حركة البرنامج منذ التوقيع عليه في قانون ECW 21 مارس إلى الإنشاء بسرعة كبيرة جداً حيث بحلول 1 يوليو تم ملء 1.463 معسكر عمل بـ 250.000 مبدتين صغار، و 28.000 من قدامي المحاربين، و 14.000 من الهنود الأمريكيين و 25.000 من الرجال المحليين ذزي الخبرة من أجل البرنامج الفيدرالي. عاش العمال في مخيمات، وارتدوا زي رسمي، وعاشوا تحت مراقبة عسكرية، ولكن مثلهم مثل المدنيين كانوا غير خاضعين للأنظمة العسكرية. وعند وقت الدخول، كان يعاني حوالي 70 % من العمال من سوء التغذية وفقر الملبس. كان هناك القليل الحاصل على أكثر من سنة في المدرسة الثانوية، والقليل كان لديه خبرة عمل في وظائف غربة بعض الأحيان. كان يتم الحفاظ على السلام بواسطة التهديد "بالتسريح من الخدمة." في البداية، رفض الآلاف حلف يمين الولاء للسي سي سي. "هذا هو مركز للتدريب ونحن في طريقنا لترك المناسب أخلاقياً وجسديا للعق 'اكتئاب رجل عجوز،" "تفاخر نشرة الأخبار من مخيم ولاية كارولينا الشمالية.
بحلول شهر يناير عام 1934، السنة الثانية لبرنامج سي سي سي، تم انضمام 300.000 رجل للعمل. في يوليو 1934 ازداد هذا العدد بـ 50.000 حيث شمل ولايات الوسط الغربي التي تأثرت بالجفاف، وبالإضافة إلى ذلك انتقلت معظم المعسكرات من الخيام إلى الثكنات الخشبية التي تديرها ضباط احتياط وزارة الحرب. تم إنشاء برنامج التعليم مؤكداً على التدريب المهني ومحو الأمية.
تم عزل حوالي 200,000 أفريقي أمريكي تماماً بعد عام 1935 ولكنه يتساوى في الأجور والسكن. ضغط سكرتير الداخلية هارولد ايكس المدير روبرت فيشنر كي يعين أفارقة أمريكيين في المناصب الإشرافية مثل مدراء التعليم في 143 مخيم من المخيمات المعزولة. وكان القسم الهندي المعزول هو الإغاثة الرئيسية للأمريكيين الأصليين.

## التأسيس القانوني
تم إنشاء وتمديد فيلق الخدمة المدنية لثلاثة سنوات من خلال الرقم الشائع 163, 75 كونغرس في 28 يونيو 1937. أصبح فعالاً من 1 يوليو 1937، وتم نقله من تعيينه الأصلي كبرنامج عمل لخدمة الطواريء. غير الكونغرس حدود العمر إلى من 17 إلى 23 وألغى شرط أن يكون العامل في الإغاثة، وبدلاً من ذلك «ليس منتظماً في الحضور إلى مدرسة، أو عنده عمل بدوام كامل.» 

## القسم الهندي
عمل فيلق الخدمة المدنية قسم منفصل لاعضاء القبائل الهندية المتعرف عليها فيدرالياً: عمل حفظ الطواريء الهندي، IECW، أو CCC-ID. فهو يجلب الرجال الأصليين من الحجز للعمل على الطرق، والجسور والمستشفيات والملاجئ، وغيرها من الأشغال العامة بالقرب من حجزهم. غالباً مايوفر سي سي سي العمل مدفوع الأجر فقط في الحجوزات البعيدة. وكان يجب أن يكون العاملين بين سن الـ 17 والـ 35. خلال 1933 تم تعيين حوالي نصف أرباب الأسر من الذكور في حجز سوكس في ولاية ساوث داكوتا، على سبيل المثال، من قبل CCC-ID. بفضل المنح المقدمة من إدارة الأشغال العامة (PWA)، ومدارس القسم الهندي المبنية وادارت برنامج إنشاء طرق موسع داخل وحول العديد من الحجوزات. تختلف IECW عن نشاطات سي سي سي الأخرى في أنها تدرب الرجال صراحة كي يكونوا نجارين، وسائقين شاحنة، ومشغلي أجهزة لاسلكي، وميكانيكيين، ومساحين وفنيين. تم تعيين حوالى 85,000 من الأصليين. ويثبت هذا قيمة رأس المال البشري ل24،000 من الأصليين الذين خدموا في الجيش والـ 40.000 الذي تركوا الحجوزات من أجل حرب الوظائف.

## التسريح
على الرغم من أن سي سي سي كان برنامج الصفقة الجديدة الأكثر شعبية، إلا أنه لم يصبح وكالة دائمة على الإطلاق. واستفسر استطلاع أجرته مؤسسة غالوب في 18 أبريل 1936: «هل تؤيد مخيمات السي سي سي؟»؛ قال 82 ٪ من المستجوبين نعم، كان منهم 92 ٪ من الديمقراطيين و 67 ٪ من الجمهوريين.
وافق الكونغرس على التمديد الأخير للبرنامج في عام 1939. كان يتم تقليل البرنامج في العمليات حيث تضاءل الاكتئاب وتحسنت فرص العمل. كان عدد أقل من الشباب موجود بعد فترة التجنيد عام 1940. وبداية من مايو 1940، ومع الحرب في أوروبا وآسيا، تم تغيير توكيد البرنامج للدفاع الوطني وحماية الغابة، وبعد الهجوم على بيرل هاربور بفترة وجيزة في ديسمبر 1941 تم تنقيح كل البرامج الفيدرالية لتأكيد مجهود الحرب. تم سحب معظم عمل سي سي سي، ماعدا مكافحة الحرائق في البراري، لجيش الولايات المتحدة للمساعدة في عملية البناء. تم تسريح السي سي سي قبل سنة من الموعد المقرر، حيث توقف كونغرس الولايات المتحدة 77 عن التمويل، الامر الذي أدى إلى اختتام العمليات رسمياً في نهاية السنة المالية الاتحادية يوم 30 يونيو عام 1942. تضمنت نهاية برنامج سي سي سي واغلاق المخيمات ترتيبات من اجل مشاريع العمل الغير كاملة في أفضل ولاية ممكنة، وفصل حوالي 1.800 موظف متعين، ونقل ملكية سي سي سي لوزارتي الحرب والبحرية والوكالات الأخرى، وإعداد سجلات المحاسبة النهائية. أمر الكونغرس بالتصفية من قبل قانون حزب العمل الاتحادي (56 الأساسي. 569) في 2 يوليو: وأكتملت تقريباً في 30 يونيو عام 1943. واصلت تصفية الاعتمادات للسي سي سي خلال 20 أبريل 1948.
تم تنشيط بعض مواقع سي سي سي السابقة في ظروف جيدة من 1941 إلى 1947 باعتبارها معسكرات الخدمة المدنية العامة والتي كان يقوم فيها المستنكف الضميري «بعمل الأهمية الوطنية» كبديل للخدمة العسكرية. كانت تستخدم مخيمات أخرى لاحتجاز المعتقلين اليابانيين أو أسرى الحرب الألمان. بعد حل السي سي سي، نظمت الوكالات الفيدرالية المسئولة عن إدارة الأراضي العامة طواقم مكافحة الحرائق الموسمية الخاصة بها، والتي تعدلت بعد سي سي سي، التي قامت بوظيفة مكافحة الحرائق حيث كانت تقوم بها السي سي سي في السابق وقدمت نفس نوع خبرة العمل الخارجية للشباب.

## حركة سلك الخدمة المدنية اليوم

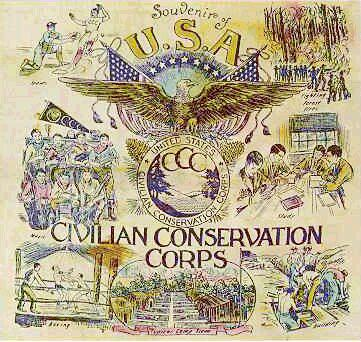
كيس وسادة لفيلق الخدمة المدنية معروض في متحف سي سي سي في ميشيغان.

انتهى سلك الخدمة المدنية خلال عام 1942، ولكنه أصبح نموذجا لأجهزة الدولة التي تم تنفيذها خلال عام 1970. تعتبر برامج الفيلق في هذه الأيام وطنية، ودولية ومحلية والتي تقوم بتشغيل الشباب في المقام الأول (من سن 16-25) في خدمة المجتمع، والنشاطات التدريبية والتعليمية. تم تشغيل حوالي 113 برنامج في 41 ولاية ومقاطعة كولومبيا. وخلال عام 2004، قاموا بتسجيل أكثر من 23,000 من الشباب. تعمل شبكة الفيلق، المعروفة أصلا بـ فيلق الرابطة الوطنية للخدمة والصيانة NASCC) على توسيع وتعزيز نوع برامج الفيلق في جميع أنحاء البلاد. بدأت شبكة الفيلق خلال عام 1985، عندما اجتمع مدراء أول 24 فيلق في الامة لضمان التوصل إلى الدعوة على المستوى الاتحادي ومستودع للمعلومات حول أفضل السبل لبدء وإدارة السلك. وكانت المساعدة المالية المبكرة من شركة فورد، وهيوليت موت والمؤسسات تعتبر أمر حاسم لتأسيس الجمعية.
هناك برنامج آخر مماثل هو سلك المجتمع المدني الوطني، وهو جزء من البرنامج الأميركي، وهو برنامج خدمة قومي قائم على الفريق والذي يتم فيه تكريس الشباب من سن الـ 18- 24 لمدة عشرة أشهر من وقتهم سنوياً.

### جمعية المحافظة على الطالب
أصبح برنامج سي سي سي نموذج لإنشاء الخدمة القومية القائمة على الفريق وبرامج الحفاظ على الشباب مثل جمعية الحفاظ على الطلاب (SCA). تم تأسيس SCA خلال عام 1957، وهو مؤسسة غير ربحية توفر الخدمة الداخلية وفرص طاقم التدريب الصيفي إلى أكثر من 3.000 شخص كل عام. ومهمة SCA هي بناء جيل جديد من مديرين الخدمة عن طريق الإلهام بالإشراف مدى الحياة على البيئة والمجتمعات عن طريق تشغيل المتطوعين من المدارس الثانوية والكليات في سن التدريب العملي للخدمة على الأرض. يعتبر برنامج SCA هو برنامج قومي نشط على نطاق واسع في الولايات المتحدة، حيث يشمل المتنزهات القومية والدولية، والغابات ومحميات للحياة البرية، وشواطئ البحر والمواقع التاريخية. يقع المقر الرئيسي لـ SCA في 0}شارلستون، نيو هامبشاير مع المكاتب الإقليمية في جميع أنحاء البلاد.

### سلك البيئة
أنشئ فيلق البيئة خلال عام 1995، وهو برنامج عمل شبابي يسمح للشباب الذين تتراوح أعمارهم بين 17- 28 أن يشاركوا في ترميم والحفاظ على الحدائق والأراضي العامة في ولاية تكساس. ويعتبر سلك الخدمة الوطنية الوحيد في تكساس، سلك البيئة هو a 501(c)3 وهو مؤسسة غير ربحية قائمة في أوستن تكساس، الذي يخدم الدولة بأكملها. ويتراوح عملهم ما بين إغاثة الكوارث الي بناء المنشآت وإعادة ترميمها. قام سلك البيئة بعمل مشروعات في الحدائق القومية والدولية وفي المدينة.

### فيلق الخدمة في كاليفورنيا
أثناء عام 1976، أنشأ حاكم كاليفورنيا جيري براون فيلق الخدمة في كاليفورنيا. اختلف هذا البرنامج الجديد جذرياً عن برنامج سي سي سي الأصلي حيث كان هدفه الأساسي هو تنمية الشباب بدلاً من الانتعاش الاقتصادي. ويعتبر الآن أكبر وأقدم وأطول منظمة عمل للشباب في العالم.

### مونتانا حفظ فيلق
فيلق الصيانة في مونتانا: هو منظمة غير ربحية تم تسجيلها تحت رقم 501(c)3
في مهمة تهدف إلى تزويد الشباب بالمهارات والقيم التي تجعلهم مواطنين بارزين يقوموا بتحسين مجتمعاتهم المحلية والبيئة. وكل سنة تقوم MCC بتشغيل أكثر من 120 عضو في المشاريع الخدمية. وإحصائياً، كان طاقم MCC يشارك بأكثر من 90.000 ساعة من المتطوعين كل عام. قد أنشئت الـ MCC أثناء 1991 من قبل مجالس منظمة موارد مونتانا البشرية في بيلينجز، بوزمان وكاليسبيل. وفي الأصل، كان هذا يعتبر البرنامج الصيفي للشباب المعاقين، وعلى الرغم من أنه قد داخل المنظمة غير الربحية التي ترعاها أميريكوربس مع ستة مكاتب تخدم مونتانا وايداهو، وايومنغ، وداكوتا الشمالية والجنوبية.
كما تعرض كل المناطق برامج MontanaYES (الشباب المنخرطين في الخدمة) الصيفية من أجل المراهقين الذين تتراوح أعمارهم من 14 إلى 14 سنة.

### فيلق الخدمة بواشنطن
يعتبر فيلق الخدمة في واشنطن (WCC) هو وكالة فرعية تابعة لوزارة ولاية واشنطن لعلم البيئة. ويستخدم الرجال والنساء من 18 إلى 25 سنة في برنامج لحماية وتعزيز الموارد الطبيعية في واشنطن. يعتبر WCC جزء من برنامج أميريكوربس.

### فيلق الخدمة في مينيسوتا
يوفر فيلق الخدمة في مينيسوتا الإشراف البيئي وتقديم فرص خدمات التعليم إلى الشباب وصغار البالغين وفي حين إنجاز الخدمة، تعمل إدارة الموارد الطبيعية والاستجابة للطوارئ من خلال برنامجها للبالغين والشباب والبرنامج الصيفي للشباب. تساعد هذه البرامج، على تطوير فرص العمل والمهارات الحياتية عن طريق العمل بالصيانة وخدمة المجتمع.

### فيلق خدمة الشباب في فيرمونت
فيلق خدمة الشباب في فيرمونت (VYCC) هو منظمة غير ربحية وتعليمية والتي تووظف أعضاء الفيلق، من عمر 16 إلى 24، لكي يعملوا في مشاريع صيانة ذات الأولوية العالية في ولاية فيرمونت. وخلال مشاريع العمل هذه، وضع أعضاء الفيلق اخلاقيات للعمل قوية، وقوا من مهاراتهم في القيادة، وتعلموا كيف يتحملوا المسؤولية الشخصية في أعمالهم. عمل طاقم VYCC في حدائق فيتي ستايت، ومعسكرات خدمة الغابات في الولايات المتحدة، وفي المجتمعات المحلية، وخلال المناطق النائية في الولاية.

### فيلق خدمة الجنوب الغربي
فيلق خدمة الجنوب الغربي (SCC) هو مؤسسة غير ربحية، وتدريب وظيفي ومنظمة تعليمية مع مواقع لها في دورانغو وألاموسا، وكولورادو، وتوكسون، أريزونا. تكونت SCC كاتحاد لفيلق الشباب في الجنوب الغربي وفيلق الشباب في جنوب أريزونا.
تعين SCC الصغار البالغين الذين تتراوح أعمارهم بين 14 و 25 وتنظمهم إلى صفوف مأكدة على استكمال مشاريع المحافظة على الأراضي العامة. ويعمل أعضاء الفيلق ويتعلموا ويعسكروا في فرق من 6 تحت اشراف اثنين من قادة الطاقم المهني.

### تنشيط قاعدة USCCC
انظر إلى  لمزيد من التفاصيل.

## متاحف فيلق الخدمة المدنية
- المتحف الدولي لفيلق الخدمة في معسكر سان لويس أوبيسبو، سان لويس أوبيسبو، كاليفورنيا
- تراث فيلق الخدمة المدنية، ايدنبرج، فيرجينيا
- متحف فيلق الخدمة المدنية، رينلاندر، ويسكونسن
- متحف فلوريدا لفيلق الخدمة المدنية في منتزه ولاية هايلاندز هاموك، سيبرينغ، فلوريدا
- متحف فيلق الخدمة المدنية لولاية ايوا في منتزه باكبون في الولاية، ستراوبري بوينت، آيوا
- متحف فيلق الخدمة المدنية في منطقة ترفيه بحيرة غرينوود، ناينتي سيكس، ساوث كارولينا
- متحف فيلق الخدمة المدنية شمال شرق الولايات، ومعسكر كونر، وندسور لوكس، كونيتيكت
- متحف فيلق الخدمة المدنية بولاية نيويورك في متنزه بحيرة جيلبرت، نيو لشبونة، نيويورك
- متحف فيلق الخدمة المدنية في متحف بوكاهونتاس الدولة بارك، وتشيسترفيلد، فيرجينيا
- متحف سي سي سي غرب فرجينيا ، مقاطعة هاريسون، فيرجينيا الغربية
- جيمس ف جوستين متحف فيلق الخدمة المدنية—على الإنترنت فقط

## مشاهير فيلق الخدمة المدنية
- هوبير دي. همفريز، مؤرخ لويزيانا

## التراث
كانت تقام التماثيل في بعض المدن التي كان يعمل فيها العمال لاحياء ذكرى وجودهم.

## مقالات أخرى
- نيل M. ماهر، طبيعة الصفقة الجديدة: وفيلق الخدمة المدنية وجذور الحركة البيئية الأمريكية (نيويورك: مطبعة جامعة أكسفورد، 2008).
- الأمريكية لجنة الشباب. الشباب والمستقبل: التقرير العام للجنة الشباب الأميركي المجلس الأمريكي للتعليم، 1942
- [كلن]، نسيت الابن والأفريقي والتجربة الاميركية في فيلق الخدمة المدنية (1999)
- Gower، كالفن ووكر «مجلس التعاون الجمركي الهندي شعبة: المعونة من أجل الأميركيين مكتئب، 1933-1942»، تاريخ 43 ولاية مينيسوتا (ربيع 1972) 7-12
- دوغلاس هيلمز «، وفيلق الخدمة المدنية: مما يبرهن على أهمية الحفاظ على التربة» في مجلة حفظ التربة والمياه 40 (آذار / مارس ونيسان / أبريل 1985): 184-188.
- وهندرسون، وجيمس د. " نسخة محفوظة 12 يناير 2013 at Archive.isخسر في وودز، ومجلس التعاون الجمركي وراثي من معسكر البجع "(ميلووكي: PelMar النشر المحدودة، 2009). نسخة محفوظة 12 يناير 2013 at Archive.is
- هندريكسون الابن ؛ كينيث إي «تغذية التربة والروح من ولاية تكساس: إن فيلق الخدمة المدنية في لون ستار للدولة بوصفها مثال للدولة الاتحادية أعمال الإغاثة خلال فترة الكساد الكبير » ومؤرخ، المجلد 65، 2003
- كينيث وهولندا فرانك ارنست هيل. الشباب في مجلس التعاون الجمركي (1938) صفا مفصلا لجميع الأنشطة الرئيسية
- Leighninger، روبرت دال، الابن «طويلة المدى للاستثمار العام: تركة المنسي من الصفقة الجديدة»(2007)، من أجل توفير سياق البرامج الأميركية والأشغال العامة، والوكالات الرئيسية للتفاصيل الصفقة الجديدة: مجلس التعاون الجمركي، سلطة المياه الفلسطينية، لجنة التعويضات، وبا، وعلى القيمة المضافة.
- اوتيس، أليسون T. ويليام د العسل، وجيم توماس هوغ، وكيمبرلي K. Lakin ودائرة الغابات وفيلق الخدمة المدنية: 1933-42 دائرة الغابات بالولايات المتحدة خ م 395، أغسطس 1986
- بايج وجون سي وفيلق الخدمة المدنية ودائرة الحدائق الوطنية، 1933-1942 : إداري تاريخ نسخة محفوظة 20 مارس 2011 على موقع واي باك مشين. المنتزهات القومية، 1985
- Parman، دونالد لام النافاخوس والصفقة الجديدة (1969)
- Parman، دونالد ل. «الهندي، ومجلس التعاون الجمركي، » المراجعة التاريخية والمحيط الهادئ 40 (شباط / فبراير 1971): ص 54 +
- سالموند جون أ فيلق الخدمة المدنية 1933-1942 : صفقة جديدة لدراسة الحالة. (1967)، وتاريخ العلماء فقط لمجلس التعاون الجمركي كامل
- سالموند، جون أ. «فيلق الخدمة المدنية والزنجي»، ومجلة تاريخ الولايات المتحدة الأمريكية ، المجلد 52، رقم (1). (يونيو، 1965)، ص 75-88. في JSTOR
- Sherraden، مايكل ووكر «العسكرية المشاركة في برنامج توظيف الشباب: وفيلق الخدمة المدنية، » القوات المسلحة والمجتمع ، المجلد 7، العدد 2، ص. 227-245، أبريل 1981 ص 227-245 ؛ ردمد 0095 - 327x المتاحة على شبكة الإنترنت من منشورات ساج
- الفولاذية، جيمس دبليو «الحدائق عن ولاية تكساس: المناظر الطبيعية الدائمة للالصفقة الجديدة»(1999)، تتضمن تفاصيل عن التفاعل بين الدولة المحلية، والوكالات الاتحادية في تنظيم وتوجيه عمل مجلس التعاون الجمركي.
- ويلسون، جيمس ؛ «الجماعة، والكياسة، والمواطنة: مسرح والتلقين في فيلق الخدمة المدنية من 1930s» الدراسات مسرح التاريخ، المجلد. 23، 2003 ص 77-92
- التل، G. إدوين في ظل الجبل: إن الروح لمجلس التعاون الجمركي. بولمان، واشنطن: مطبعة جامعة ولاية واشنطن، 1990. ردمك 978-0-87422-073-5
- كيران كلاوس باتل. جنود من حزب العمل.  دائرة العمل في ألمانيا النازية وصفقة جديدة الأمريكية، 1933-1945، مطبعة جامعة كامبريدج، نيويورك، 2005، ردمك 0-521-83416-3.
- جيمس واو جوستين فيلق الخدمة المدنية المتحف، سي سي سي أون لاين قصص السيرة الذاتية صور فوتوغرافية ووثائق
- Rosentreter، روجر ل. "روزفلت في شجرة الجيش: ميشيجان لفيلق الخدمة المدنية "، مع صور
- الحياة في فيلق الخدمة المدنية مغامرة المصدر الأساسي، وخطة للدرس استضافها مجلس التعاون الجمركي في ولاية تكساس
- أكبر 10 صفقة جديدة البرامج نسخة محفوظة 30 يناير 2009 على موقع واي باك مشين.

## الروابط الخارجية
قالب:Civilian Conservation Corps
- فيلق الخدمة المدنية (سي سي سي) وراثي وغير هادفة للربح اندمجت تأسيس السابق في الرابطة الوطنية للخريجين مجلس التعاون الجمركي (NACCCA) ومعسكر روزفلت مجلس التعاون الجمركي مؤسسة التراث
- المحفوظات الوطنية وإدارة الوثائق: الوثائق الرسمية للفيلق الخدمة المدنية (سي سي سي)
- شبكة الفيلق (المعروف سابقا باسم NASCC)
- مجلس التعاون الجمركي وراثي في ماساتشوستس
- صفقة جديدة لتكساس باركس—التفاعلية على شبكة الإنترنت الالبوم من أنشطة مجلس التعاون الجمركي في ولاية تكساس
- Bandelier النصب الوطنى الظاهري متحف ومعرض خطط الدرس ، من دائرة الحدائق الوطنية
- يمكن أن ننطلق تنشيط حملة تحث مجلس التعاون الجمركي في الولايات المتحدة
- الموسوعة أوكلاهوما التاريخ والثقافة -- فيلق الخدمة المدنية

### الصور
- صور من فيلق الخدمة المدنية في محفوظات جامعة ولاية أوريغون

صفحة فليكر كومونز.
- CNY تراث المكتبة الرقمية، الذي يعرض صورا لأعضاء فيلق الخدمة المدنية وهم يبنوا منتزه جرين لايكس ستات في وسط نيويورك (1929-1948).

### الأفلام السينمائية
- فيديو يوتيوب: "الكساد العظيم، متسلقوا الجبال النازحون في الحديقة الوطنية لشيناندواه، وفيلق الخدمة المدنية (سي سي سي)" على يوتيوب
- فيلم، مارس الوقت، برنامج وظائف الشباب (سي سي سي)أثناء الكساد العظيم
- فيلم: زيارات الرئيس الحرجية (سي سي سي)، روزفلت 1933/08/14
- نارا الفيلم: على نطاق الأمة نظام للحدائق 1939 نسخة محفوظة 26 مارس 2009 على موقع واي باك مشين.
- نارا الفيلم: ألاباما المرتفعات 1937 نسخة محفوظة 26 مارس 2009 على موقع واي باك مشين. ولاية ألاباما الحدائق
- نارا الفيلم: أسفل الطريق موبايل 1935 نسخة محفوظة 4 ديسمبر 2008 على موقع واي باك مشين. ولاية ألاباما الحدائق
- نارا الفيلم: مهد الاب للمياه 1938 نسخة محفوظة 12 ديسمبر 2008 على موقع واي باك مشين. مينيسوتا الدولة والمتنزهات، وبحيرة إتاسكا الدولة بارك
- نارا: سلسلة جبال سموكي الحديقة الوطنية 1936 نسخة محفوظة 4 ديسمبر 2008 على موقع واي باك مشين.
- نارا الفيلم: في الهواء الطلق في حديقة الدولة 1937 نسخة محفوظة 26 مارس 2009 على موقع واي باك مشين. لولاية نيوجيرسي الحدائق
- فيلم: التجربة الأمريكية: إن برنامج تلفزيوني فيلق الخدمة المدنية